# Kilchoman (Whiskybrennerei)
Kilchoman [kɪl'homən] ist eine der jüngeren Whiskybrennereien Schottlands und eine von neun aktiven Whisky-Destillerien auf der Hebriden-Insel Islay in Schottland.

## Geschichte
Die Kilchoman-Destillerie befindet sich im Nordwesten der Insel Islay und ist die einzige Destillerie der Insel, die nicht direkt am Meer liegt. Bis zur Gründung der Abhainn Dearg Distillery auf der Insel Lewis im Jahr 2008 war sie die westlichst gelegene Destillerie Schottlands. Zudem war sie zum Zeitpunkt ihrer Gründung im Jahr 2005 die erste neu gegründete Whiskybrennerei auf Islay seit 124 Jahren. Maßgeblich beteiligt an der Planung war der Whisky-Berater Jim Swan. Die Brennerei nahm ihre Produktion im Juni 2005 auf; das erste Fass wurde am 14. Dezember 2005 abgefüllt. Am 9. September 2009 – nach der gesetzlich vorgeschriebenen Mindestreifezeit im Fass von drei Jahren – brachte die Brennerei ihren ersten Whisky, den so genannten Inaugural Release, auf den Markt. Die erste davon verkaufte Flasche erzielte bei einer Auktion einen Verkaufserlös in Höhe von 5400 Pfund. Auch die weiteren Flaschen des Inaugural Release erzielen unter Sammlern sehr hohe Preise. 2023 hat die Brennerei in einem Ranking von Cask Connoisseur zu den beliebtesten Whisky-Brennereien den zweiten Platz belegt. 2025 hat die Brennerei ihr 20. Jubiläum gefeiert und hierzu einige Sonderabfüllungen veröffentlicht, wie unter anderem die "20th Anniversary Cask Series".

## Produktion

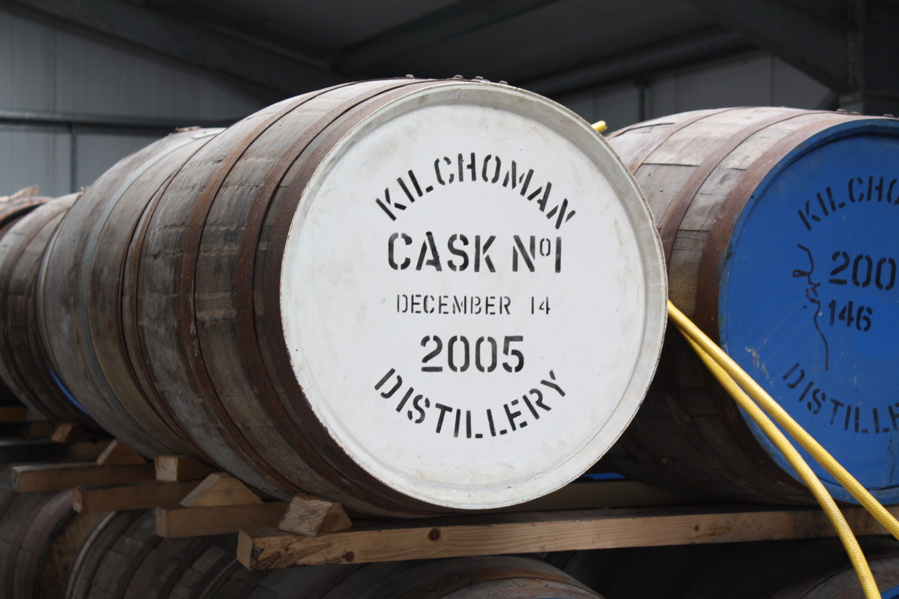
Das erste Fass

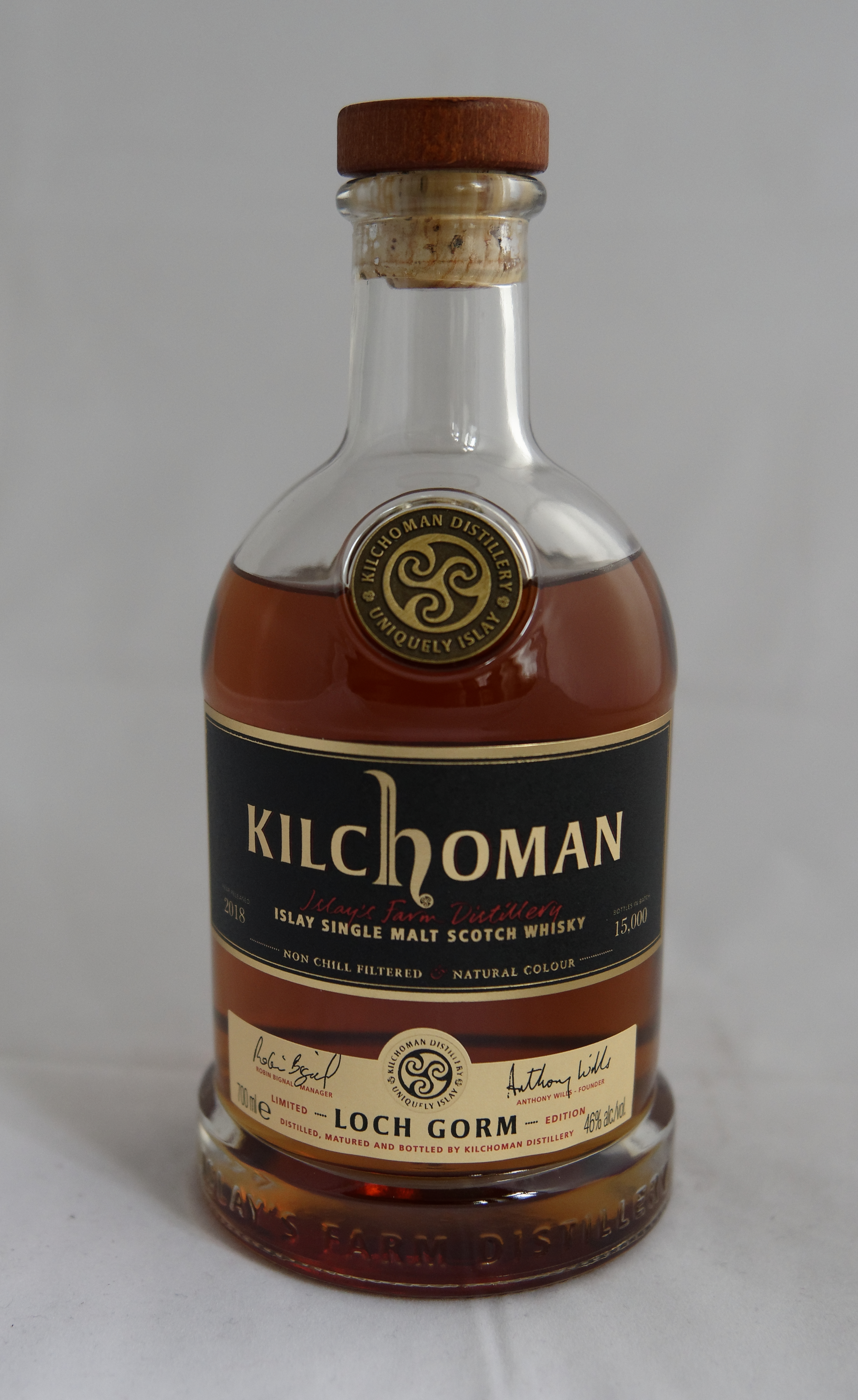
Kilchoman Loch Gorm, 46 %

Kilchoman ist eine von zurzeit nur sechs schottischen Whiskydestillerien, die die zur Herstellung von Single-Malt-Whisky benutzte Gerste (zu etwa 30 % und mit einem Phenolgehalt von etwa 25 ppm) selber mälzen. Zu diesem Zweck baut die Brennerei auf dem angeschlossenen Gelände der Rockside Farm eigens Gerste (und zwar Optic Barley) an, welche allerdings nur bei der Herstellung der sogenannten „100% Islay“-Whiskys der Destillerie Verwendung findet. Die für die „normalen“ Abfüllungen benutzte Gerste wird hingegen von der ebenfalls auf Islay gelegenen Port-Ellen-Mälzerei des Getränke-Großkonzerns Diageo zugekauft, die sich auf dem Gelände der ehemaligen, 1983 bzw. 1992 geschlossenen Port Ellen-Destillerie befindet. Der Bedarf an gemälzter Gerste ist dabei jedoch vergleichsweise so gering, dass eine Herstellung anhand eigener Spezifikationen finanziell nicht lohnend wäre. Stattdessen bezieht die Destillerie Teile der für die (weltweit wohl torfigsten) Standardabfüllung der Ardbeg-Brennerei gemälzten Gerste, so dass die Stärke der Rauchigkeit der zugekauften Gerste etwa 50 ppm an Phenolgehalt – doppelt so viel wie bei dem eigenen Malz – beträgt.
Bislang sind nur drei-, dreieinhalb- und seit 2012 fünfjährige (Machir Bay) Whiskys der Destillerie bzw. am Ort eine fünfjährige Cask-Strength-Variante erhältlich. Seit der Veröffentlichung des Inaugural Release kamen jedes Jahr vier weitere Abfüllungen im Abstand von jeweils drei Monaten auf den Markt (Spring, Summer, Autumn beziehungsweise Winter Release). Am 16. Juni 2011 brachte die Destillerie daneben erstmals Flaschen der „100% Islay“-Whisky-Reihe auf den Markt. Zukünftig ist noch die Einführung auch von fünf-, acht-, zehn- und zwölfjährigen (im Jahr 2018) Abfüllungen geplant. Verwendung finden für die Reifung bis 2023 hauptsächlich vormalige first fill und refill Bourbon-Fässer der Marke Buffalo Trace, wobei bei einigen der bisherigen Abfüllungen teilweise auch eine Nachreifung in Oloroso-Sherry-Fässern stattfand. Seit 2023 bezieht Kilchoman Bourbonfässer von der Breckenridge Distillery aus Chicago. Der neue Lieferant hat Buffalo Trace abgelöst, woher Kilchoman seit 2005 Bourbonfässer bezogen hat. Mit der „Loch Gorm“-Abfüllserie veröffentlicht die Brennerei zudem seit 2013 jährlich eine limitierte Sonderabfüllung. Die neueste Abfüllung der Serie ist 2023 erschienen. Im Herbst 2023 hat die Brennerei mit dem 16 Jahre alten Kilchoman ihren bislang ältesten Whisky veröffentlicht, verkosten konnte man ihn jedoch bereits ein Jahr zuvor beim Fèis Ìle Festival auf Islay.
Mit einer Jahresproduktion von 220.000 Litern (Stand 2017) an reinem Alkohol handelt es sich bei Kilchoman um eine der kleineren aktiven schottischen Whisky-Destillerien.

## Bewertung
In der 6. Auflage des Whisky-Standardwerkes Malt Whisky Companion des 2007 verstorbenen Whisky-Experten Michael Jackson erhielt der Inaugural Release der Kilchoman-Destillerie überdurchschnittliche 84 von 100 möglichen Punkten. Der Whisky-Autor Ian Buxton hält Kilchoman für einen von 101 Whiskys, die man als Whisky-Liebhaber probiert haben sollte. In der Whisky Bible bewertet Jim Murray den Inaugural Release von Kilchoman mit 87,5 von 100 möglichen Punkten.